# Единое экономическое пространство
Евразийское экономи́ческое простра́нство или Единое экономи́ческое простра́нство — общий рынок, обеспечивающий свободное перемещение людей, товаров, услуг и капитала в рамках Евразийского экономического союза. Единое экономическое пространство было создано в 2012 году с целью создания единого интегрированного рынка. ЕЭП вдохновлено европейским единым рынком и Европейской экономической зоной.
ЕЭП представляет собой одну из форм межгосударственной интеграции, целью которой является либерализация внешнеэкономических отношений внутри объединения и осуществление коллективного протекционизма за его пределами. Задачей ЕЭП является обеспечение так называемых «четырёх свобод» между государствами-участниками: движения товаров, капиталов, услуг и рабочей силы, а также обеспечение начал координации экономической политики государств-участников в отношении макроэкономики и финансового сектора, транспорта и энергетики, торговли, промышленного и агропромышленного комплексов и пр..

## Государства-члены

### Участники
- Беларусь (с 29 мая 2012 года)
- Казахстан (с 29 мая 2013 года)
- Россия (с 29 мая 2012 года)
- Армения (с 10 октября 2014 года)
- Кыргызстан (c 23 мая 2015 года)

### Возможные кандидаты
- Таджикистан (Правительство Таджикистана выразило заинтересованность к вступлению в организацию и заявило, что изучает возможные последствия для экономики страны в том случае, если решение будет принято.)
- Республика Абхазия (Правительство Абхазии заинтересовано вступлением в организацию, но вступление страны затрудняет то, что независимость Абхазии не признают Беларусь, Армения, Казахстан, Кыргызстан.)
- Узбекистан (Правительство Узбекистана рассмотрит возможность вступления в организацию.)

## 17 базовых соглашений
Решением Высшего Евразийского экономического совета были введены в действие с 1 января 2012 года 17 базовых международных договоров, формирующих Единое экономическое пространство.
1. Соглашение о единых принципах и правилах конкуренции — Определяет общие подходы к антимонопольному регулированию, вводит конкретные нормы, ограничивающие возможность государственного вмешательства в хозяйственную деятельность.
2. Соглашение о единых правилах государственной поддержки сельского хозяйства — Устанавливает правила предоставления государственной поддержки производителям сельскохозяйственной продукции. Предельный уровень поддержки не может превышать 10 % валовой стоимости сельскохозяйственной продукции.
3. Соглашение о единых правилах предоставления промышленных субсидий — Устанавливает единые правила предоставления субсидий в отношении промышленных товаров.
4. Соглашение о регулировании доступа к услугам железнодорожного транспорта, включая основы тарифной политики — Устанавливает принципы доступа перевозчиков стран Таможенного союза к услугам инфраструктуры, в том числе принципы равенства требований к перевозчикам и единой тарифной политике. Исключительные тарифы на услуги железнодорожного транспорта как мера субсидирования конкретного товаропроизводителя могут применяться только в случае невозможности осуществления поддержки в иной форме.
5. Соглашение о торговле услугами и инвестициях в государствах — участниках Единого экономического пространства — Предоставляет национальный режим и режим наибольшего благоприятствования во взаимной торговле услугами при условии сохранения отдельных изъятий.
6. Соглашение о единых принципах регулирования в сфере охраны и защиты интеллектуальной собственности — Предусматривает введение в странах ЕЭП национального режима в сфере охраны прав интеллектуальной собственности, создание единой международно-договорной базы, в основу которой был взят перечень международных соглашений в сфере интеллектуальной собственности, участницей которых является Россия.
7. Соглашение о единых принципах и правилах технического регулирования в Республике Беларусь, Республике Казахстан и Российской Федерации — Предусматривает проведение согласованной политики по обеспечению обращения продукции, соответствующей техническим регламентам Таможенного союза. Единая политика обеспечивается, в частности, Единым перечнем продукции, к которой применяются технические требования. При этом не допускается установление в национальном законодательстве государств- членов ЕЭП обязательных требований в отношении продукции, не включённой в Единый перечень. Право утверждать технические регламенты передано Комиссии.
8. Соглашение о государственных (муниципальных) закупках — Устанавливает национальный режим и режим наибольшего благоприятствования для поставщиков стран Таможенного союза при государственных и муниципальных закупках, а также устанавливает принципы транспарентной организации и проведения закупок.
9. Соглашение о правовом статусе трудящихся-мигрантов и членов их семей — Предусматривает снятие ограничений в части допуска граждан на рынок труда стран-участников ЕЭК, отмену квотирования, отмену обязательных разрешений на работу трудовым мигрантам, более либеральный порядок миграционного учёта.
10. Соглашение о сотрудничестве по противодействию нелегальной трудовой миграции из третьих государств — Соглашение определяет общие направления противодействия нелегальной трудовой миграции.
11. Соглашение о согласованной макроэкономической политике — Предусматривает введение странами-участниками ЕЭП с 1 января 2013 года количественных макроэкономических параметров, в том числе предельных значений годового дефицита государственного бюджета, государственного долга и уровня инфляции.
12. Соглашение о согласованных принципах валютной политики — Является «дорожной картой», определяющей направления дальнейшей гармонизации валютного законодательства. В частности, предусматривает постепенное устранение ограничений в отношении валютных операций и открытия или ведения счетов в банках государств ЕЭП, унификацию порядка ввоза и вывоза наличных денежных средств в рамках ЕЭП, гармонизацию требований по репатриации валютной выручки.
13. Соглашение о создании условий на финансовых рынках для обеспечения свободного движения капитала — Предусматривает организацию обмена информацией между уполномоченными органами сторон в банковской сфере, на валютном рынке, на рынке ценных бумаг и в сфере страхования. До 31 декабря 2013 года предусматривает гармонизацию законодательства сторон в банковской сфере, на валютном рынке, на рынке ценных бумаг и в сфере страхования с учётом международных правил и стандартов.
14. Соглашение о единых принципах и правилах регулирования деятельности субъектов естественных монополий — Определяет общие правовые подходы к регулированию деятельности субъектов естественных монополий с целью создания правовых основ для формирования единых принципов и общих правил регулирования деятельности естественных монополий.
15. Соглашение об обеспечении доступа к услугам естественных монополий в сфере электроэнергетики, включая основы ценообразования и тарифной политики — Предусматривает принцип обеспечения доступа к энергосистемам сопредельных стран-участников ЕЭП. Доступ предоставляется в пределах технических возможностей при условии обеспечения приоритета передачи энергии для удовлетворения внутренних потребностей стран. Соглашение также формулирует другие принципы межгосударственной передачи электрической энергии между странами-участниками ЕЭП, включая основы ценообразования и тарифной политики.
16. Соглашение о правилах доступа к услугам субъектов естественных монополий в сфере транспортировки газа по газотранспортным системам, включая основы ценообразования и тарифной политики — Предусматривает принцип взаимного обеспечения доступа к газотранспортным системам стран-участников ЕЭП после выполнения комплекса мер, в том числе после перехода на равнодоходные цены на газ. Доступ к газотранспортным системам предоставляется в пределах технических возможностей, с учётом согласованного сторонами индикативного баланса и на основании заключённых хозяйствующими субъектами гражданских договоров. Условия доступа, включая тарифы на транспортировку газа, для хозяйствующих субъектов сторон будут равными по сравнению с хозяйствующими субъектами, не являющимися собственниками газотранспортной системы.
17. Соглашение о порядке организации, управления, функционирования и развития общих рынков нефти и нефтепродуктов Республики Беларусь, Республики Казахстан и Российской Федерации — Предусматривает неприменение государствами-членами ЕЭП во взаимной торговле количественных ограничений и вывозных таможенных пошлин в отношении нефти и нефтепродуктов. При этом порядок уплаты таможенных пошлин на нефть и нефтепродукты при вывозе с единой таможенной территории Таможенного союза определяется отдельными двусторонними соглашениями стран-участников. Соглашение также определяет условия доступа к услугам по транспортировке нефти, предусматривает унификацию норм и стандартов на нефть, информационный обмен сведениями о добыче, импорте, экспорте и внутреннем потреблении нефти.

## Руководящие органы
После подписания 18 ноября 2011 года лидерами России, Беларуси и Казахстана декларации о Евразийской интеграции, была создана Евразийская экономическая комиссия, контролирующая около 170 функций экономического союза.
ЕЭК состоит из совета и коллегии, в совет войдёт по одному вице-премьеру от правительства каждой страны, в состав коллегии — по три представителя каждой стороны. Также ЕЭК предусмотрены полномочия по созданию департаментов, которые будут готовить решения и заниматься мониторингом в подведомственных отраслях, и консультативных органов. Полномочия ведомства будут существенно расширены, а численность увеличится со 150 до 1200 международных служащих.

## История создания ЕЭП
23 февраля 2003 года президенты России, Казахстана, Беларуси и Украины заявили о намерении сформировать Единое экономическое пространство. 19 сентября того же года было подписано Соглашение о намерении сформировать Единое экономическое пространство. 15 сентября 2004 года на саммите в Астане президенты стран «четвёрки» утвердили перечень документов, подлежащих согласованию и подписанию в первоочерёдном порядке. Предполагалось, что первоочередные соглашения должны составлять неразрывный пакет и должны быть подписаны и вступить в силу одновременно. Украина, однако, с первых же дней начала тормозить процесс формирования ЕЭП. Когда же к власти пришёл президент Ющенко, то новое руководство поставило во главу угла идею Евро-атлантической интеграции (вступления в Евросоюз и НАТО). Уже в апреле 2005, комментируя отношение к России и планам создания ЕЭП, президент Ющенко отметил, что «Украина поддерживает создание зоны свободной торговли с членами этой организации, но не допустит девальвации своего фискального, таможенного и бюджетного суверенитетов».
7 апреля 2005 года на Первом интеграционном форуме по ЕЭП с участием министров экономики четырёх стран-участниц министр экономики Украины Сергей Терёхин объявил, что Украина будет настаивать на пересмотре базового соглашения по формированию ЕЭП, подписанного в 2003 году, поскольку, согласно тексту соглашения, после поэтапной отмены ограничений в торговле, что должно было произойти до 2012 года, планировалось создание наднациональных органов, которые бы проводили скоординированную экономическую политику. Как заявил Сергей Терёхин, Украина будет настаивать, чтобы уже в ближайшее время все четыре страны создали «зону свободной торговли без ограничений и изъятий», то есть отменили все квоты и пошлины. Если тарифные ограничения не будут сняты до конца 2005 года, Украина угрожала вообще выйти из ЕЭП. «Украина рассматривает своё участие в ЕЭП только в формате создания зоны свободной торговли и условий для перемещения капитала, услуг и рабочей силы», — заявил Терёхин. В конце августа 2005 года на саммите глав стран-участниц Соглашения по формированию Единого экономического пространства Виктор Ющенко подтвердил, что украинское руководство считает возможным подписать лишь 15 документов, регламентирующих создание зоны свободной торговли. Остальные документы по ЕЭП, в которых речь идёт о создании наднационального тарифного органа и таможенного союза, украинское руководство не устраивали.
9 декабря 2010 года Россия, Казахстан и Беларусь подписали все 17 документов по созданию Единого экономического пространства: «Мы констатируем создание единого экономического пространства», — подчеркнул Лукашенко. 21 декабря 2010 года нижняя палата парламента Беларуси, а 22 декабря верхняя, ратифицировали документы по созданию ЕЭП. 18 ноября 2011 года в Москве Президент России Дмитрий Медведев, президент Беларуси Александр Лукашенко и глава Казахстана Нурсултан Назарбаев подписали документы следующего этапа интеграции:
- Декларация о Евразийской экономической интеграции
- Договор о Евразийской экономической комиссии
- Регламент работы Евразийской экономической комиссии.

В Декларации о Евразийской экономической интеграции заявляется о переходе с 1 января 2012 года к следующему этапу интеграционного строительства — Единому экономическому пространству, основанному на нормах и принципах Всемирной торговой организации и открытому на любом этапе своего формирования для присоединения других государств. Конечная цель — создание к 2015 году Евразийского экономического союза.

## Концепция Единого экономического пространства
Краткая выдержка из Концепции формирования Единого экономического пространства:
- Целью формирования ЕЭП является создание условий для стабильного и эффективного развития экономик государств-участников и повышения уровня жизни населения.
- Основными принципами функционирования ЕЭП являются обеспечение свободы перемещения товаров, услуг, финансового и человеческого капитала через границы государств-участников.
- Принцип свободного движения товаров предусматривает устранение изъятий из режима свободной торговли и снятие ограничений во взаимной торговле на основе унификации таможенных тарифов, формирования общего таможенного тарифа, установленного на основе согласованной государствами-участниками методики, мер нетарифного регулирования, применения инструментов регулирования торговли товарами с третьими странами. Механизмы применения во взаимной торговле антидемпинговых, компенсационных, специальных защитных мер будут заменяться едиными правилами в области конкуренции и субсидий.
- ЕЭП формируется постепенно, путём повышения уровня интеграции, через синхронизацию осуществляемых государствами-участниками преобразований в экономике, совместных мер по проведению согласованной экономической политики, гармонизацию и унификацию законодательства в сфере экономики, торговли и по другим направлениям, с учётом общепризнанных норм и принципов международного права, а также опыта и законодательства Евросоюза.
- Направления интеграции и мероприятия по их реализации определяются на основе соответствующих международных договоров и решений органов ЕЭП, предусматривающих обязательность их выполнения для каждого из государств-участников в полном объёме, а также механизм их реализации и ответственности за невыполнение согласованных решений.
- Формирование и деятельность ЕЭП осуществляется с учётом норм и правил ВТО.
- Координация процессов формирования ЕЭП осуществляется соответствующими органами, создаваемыми на основе отдельных международных договоров. Структура органов формируется с учётом уровней интеграции.
- Правовой основой формирования и деятельности ЕЭП являются международные договоры и решения органов ЕЭП, заключаемые и принимаемые с учётом интересов и законодательств государств-участников и в соответствии с общепризнанными нормами и принципами международного права.

## Дальнейшее расширение сотрудничества
С мая 2017 года для членов Евразийского экономического союза (России, Армении, Беларуси, Казахстана и Кыргызстана) вступили в силу общие правила обращения лекарственных средств и медизделий, что предполагает снижение бюрократического давления на фармацевтическую отрасль и упрощение доступа качественной и современной продукции на рынок всех стран-участниц. Также предполагается унифицировать правила производства и реализации фармпрепаратов и медизделий на территории союзных государств к 2025 году.
Планируется проводить единую макроэкономическую, антимонопольную, валютную и финансовую политику с 2025 года.